# (158) Коронида
(158) Коронида (др.-греч. Κορωνίς) — довольно яркий каменистый астероид главного пояса, принадлежащий к светлому спектральному классу S. Он был обнаружен русским астрономом Виктором Кнорре 4 января 1876 года в Берлинской обсерватории и назван в честь Корониды, нимфы в древнегреческой мифологии или другого персонажа этой мифологии, носящего это имя. Это был первый из четырёх открытых им астероидов.

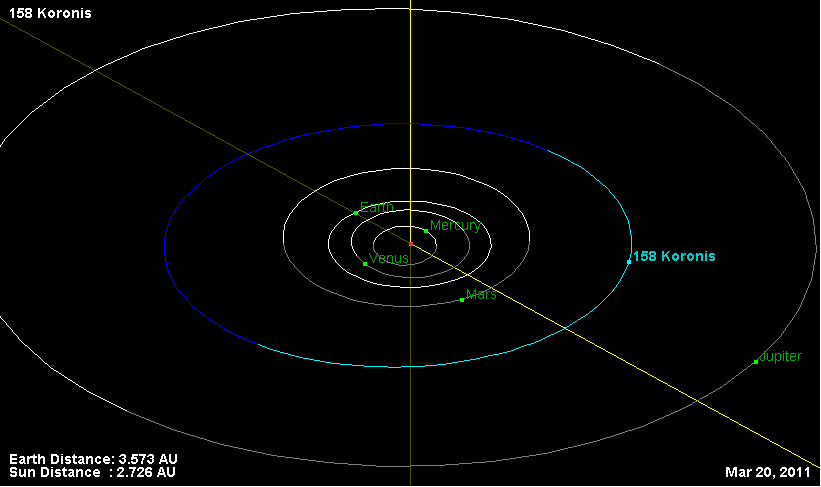
Орбита астероида Коронида и его положение в Солнечной системе

Сам по себе астероид не представляет большого интереса, но он возглавляет крупную группу астероидов, получившую название семейство Корониды, одного из членов которой, астероид Иду, в августе 1993 года посетил космический аппарат «Галилео».
Судя по колебаниям яркости, астероид имеет неправильную форму, схожую с формой Иды.